# Igor Galo
Igor Galo, né le 5 décembre 1948 à Ćuprija, est un acteur serbe.

## Filmographie
- 1969 : Le Pont de "Bambino"
- 1977 : Croix de fer de Sam Peckinpah
- 1988 : Private War de Frank De Palma